# Folclore de Salta
Desde la época colonial con el comercio de mulas hasta la actualidad con sus peñas, la provincia de Salta con una marcada tradición folclórica, dio grandes artistas y realizó un gran aporte a la música folklórica argentina.

## Carpas de Salta

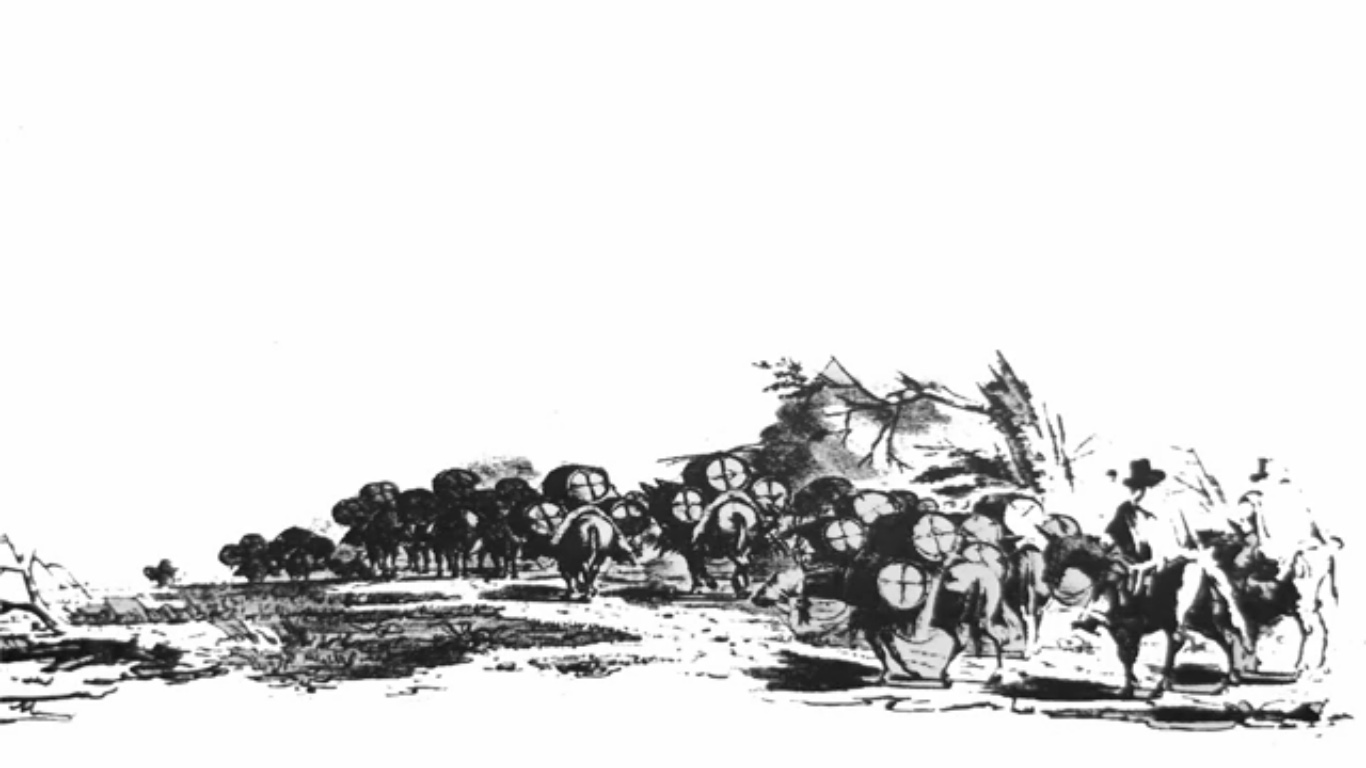
Los arrieros que comercializaban mulas en el Valle de Lerma, fueron los principales propagadores e integradores del folclore.

Las carpas de salta tienen su origen en la época colonial en el siglo XVIII, con el florecimiento del comercio en la región del Valle de Lerma.
Pese a la gran distancia que las separaba, entre el Alto Perú y Buenos Aires, fueron los extremos de un circuito comercial por el que iban y venían mercancías. Por el Río de la Plata entraban, rumbo al norte, los productos manufacturados provistos por el contrabando y por allí también salía hacia Europa la plata proveniente del Alto Perú.
En esa larga ruta denominada “Camino Real” existían centros importantes y paradas obligadas siendo Salta una de ellas, ya que era la que abastecía el mercado de mulas.
La comercialización de los animales se hacían en las “ferias de mulas”, más precisamente dentro del valle de Lerma en zonas contiguas a la ciudad de Salta durante los meses de febrero y marzo.
Por la altura de los caminos sobre el nivel del mar, las mulas eran uno de los medios de transporte y de carga indispensables en las regiones andinas. 
En las ferias y bajo las carpas no sólo se comía y se bebía, sino que se hacían negocios con dinero o mediante trueque. También se ventilaban pendencias, se contaban cuentos, se intercambiaban chismes y se tejían amores.
Sumalao, en ese entonces, era centro de la economía y paso obligado, donde se cambiaban las mulas y realizaban ferias de trueques. Tal como lo demuestran los diferentes testimonios histórico-documentales la feria de Sumalao tuvo grandes ejes económicos: las mulas y su enorme tráfico a Potosí que convirtieron a Sumalao en la principal feria de mulas del mundo entre principios del siglo XVII y fines del siglo XVIII y, posteriormente, las grandes tropas de toros que se llevaban a las salitreras de Chile entre mediados del siglo XIX y principios del siglo XX. Es allí, en el mismo lugar, donde surge la veneración del Señor de Sumalao que llega hasta nuestros días.
El arriero que llevaba, comercializaba y movía las mulas engordadas en los valles salteños, retornaba con monedas de plata, artículos traídos de España, modismos, elementos de música, baile y hasta con mujer.
Los tradicionales arrieros que recorrían la zona comerciando mulas, fueron los principales propagadores e integradores de los ritmos de estas vastas regiones.
Ritmos característicos del folclore como la copla, la vidala o la zamba, tienen en aquellos espacios su comienzo. La zamba antigua se conoció en Lima a comienzos del siglo XIX, de allí pasó a Chile desde donde entró a las provincias andinas argentinas. Del Perú trajeron la vidala; la zamba antigua procede del norte chileno; con sus costumbres los diaguitas habían impuesto la baguala, mientras que los españoles, posteriormente, con trovadores y juglares dan origen a la copla.
La fiesta incluía el baile, y el baile la música y los músicos. Acordeón, violín, guitarra, bombo, flauta y algún arpa eran los principales instrumentos utilizados a principios de siglo. Algunas investigaciones añaden cajas, charangos, quenas y sikuris.
Fiestas como éstas las que duraban más de un mes (durante la época del carnaval), se convirtieron en grandes embalses de diversas corrientes musicales que, procedentes del Perú, Chile y el Alto Perú, ejercieron posteriormente una influencia directa y visible sobre todo el folklore argentino.

## Artidorio Cresseri y La López Pereyra
En 1862, descendiente de una familia de origen italiana, nace en Salta Artidorio Cresseri.
A los once años comenzó a acompañar en el trabajo a su padre que comerciaba con mulas en la frontera con otros países andinos. Más adelante residió en Tarija (Bolivia) y luego comenzó a viajar a Sucre. Es en esos viajes donde Cresseri se familiariza con la música y la danza andina.
Recibió sus primeras lecciones musicales de su madre y a los 16 años ya tocaba el piano. En 1880 su obra musical Bailecito de Bolivia se hizo muy popular en Sucre, el sur boliviano y en las provincias de Salta y Jujuy.
Se dedicó a la composición, la interpretación y la docencia. Fue maestro de enseñanza primaria y ejerció como Director de la Escuela Elemental Número 1; a su retiro se dedicó a la enseñanza musical.
En 1901 por un doloroso e inesperado suceso crea la La López Pereyra, dando forma a la zamba salteña tal como hoy se la conoce, marcando una línea seguida por músicos y compositores que han perfilado esa rítmica y ese decir tan característico de Salta.
Durante toda su vida recorrió las provincias del norte argentino dedicándose a la afinación de pianos, la enseñanza musical y la investigación del folclore de la región.
Finalmente Cresseri fallece en la indigencia el 18 de octubre de 1950, en un hogar de ancianos de la ciudad de Salta.

## Pajarito Velarde

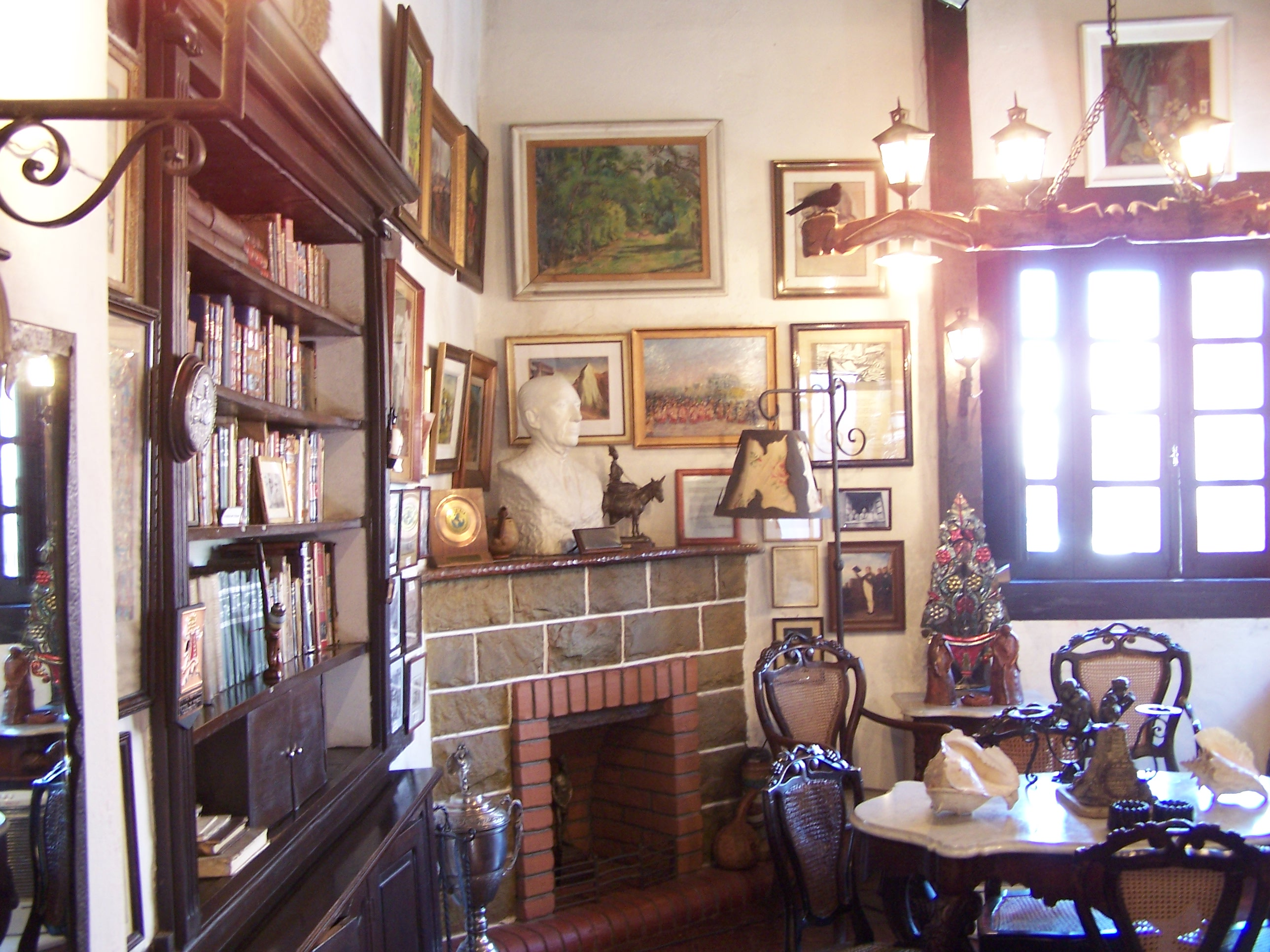
Museo Pajarito Velarde (Pueyrredón 106).

Previo al fallecimiento de Cresseri van surgiendo en el norte Argentino,  y más precisamente en Salta, diferentes personalidades entre las que se destaca un gran anfitrión salteño: Guillermo “Pajarito” Velarde Mors.
Su casa, hoy convertida en el Museo Pajarito Velarde, se tornó en un centro cultural por más de 30 años entre 1930 hasta 1966 cuando fallece. 
Pajarito, hombre bohemio y cultor de la amistad, ofició de mecenas a más de una generación de artistas de todo tipo, siendo anfitrión consuetudinario de poetas, músicos, compositores, pintores y deportistas, a quienes, en muchos casos, ayudaba con su sueldo de empleado bancario.
Su casa fue el sitio obligado de tertulias inolvidables que se extendían de la noche a la mañana. Con el transcurso de los años Velarde atesoró objetos de todo tipo como victrolas, animales embalsamados, libros autografiados, armas aborígenes y hasta un sombrero del mismo Carlos Gardel que le regaló en Tucumán,
 objetos que hoy pueden verse en su museo ubicado en calle Pueyrredón 106 de la ciudad de Salta, a dos cuadras de la plaza principal.
Los Cantores del Alba fueron descubiertos por Pajarito, quien también los impulsó y les consiguió el patrocinio de "Turismo y Cultura de la provincia de Salta" para sus primeros viajes, quienes en 1959 y 1960 graban sus dos primeros álbumes.
El bautismo del conjunto vino cuando una dama de Buenos Aires los escuchó ensayando en casa de Pajarito. El debut profesional de Los Cantores fue en Salta en la Casa de la Cultura quienes en 1966 salen con su LP "Salta Carpera" premiado con disco de oro.
Empiezan así a aparecer en el país diferentes promotores del folclore, siendo Salta la provincia que más se destaca con artistas como Eduardo Falú (1937), Los Chalchaleros (1948) y Los Fronterizos (1953) quienes tomaron la “Zamba” como caballito de batalla; también Los de Salta (1958), Los Cantores del Alba (1958), Los Tucu Tucu (1959) , Hermanos Núñez (1965), Dúo Salteño (1967) quienes posteriormente darán impulso en la Argentina al <<boom del folklore>> en la década de los 50 y 60.
Si bien, muchos artistas no salteños como Andrés Chazarreta, Atahualpa Yupanqui y Ariel Ramírez difundieron e impulsaron fuertemente el folcklore dentro del territorio argentino, fue en sus visitas por el noroeste donde aprendieron estos nuevos ritmos. 
Es así como muchos artistas dedicaron letras y primeras zambas, inclusive discografías enteras a las raíces del folclore argentino: los arrieros y las tradicionales carpas de salta.

## Las carpas de Salta -carnaval carpero-
Carpas de Salta
las vuelvo a recordar,
bandoneón y guitarra,
zambas para bailar.
"Carpas de Salta", de Juan José Solá.

Inmortalizadas en 1961 en la zamba de Juan José Solá (el Payito Solá) en homenaje a su padre Gustavo Adolfo Solá (El Payo Solá) “las carpas de Salta”, al igual que antaño, surgen hoy en la misma época (meses de enero y febrero) con el desentierro del carnaval. Persisten dentro del Valle de Lerma  en localidades de Cerrillos, Chicoana, Campo Quijano y La Caldera.
Con bombos legüeros, guitarras y bandoneón, no faltan los gatos, los escondidos, las zambas y las chacareras, aunque también se baila carnavalito y el Huaino y en las últimas décadas se incorporó también la música tropical.
Chicha y Aloja, vino salteño, Albahaca en la oreja, aguas perfumadas, serpentinas y harina no faltan debajo de las carpas bulliciosas y polvorientas.
Se realiza también el tradicional “topamiento de comadres y compadres” donde locales, con cajas chayeras en mano, recitan coplas y bagualas. Fue allí donde Los Cantores del Alba junto a Carlos Abán dan origen al ritmo carpero, difundiéndose posteriormente.
Con el interés de revalorizar el género musical originario del noroeste argentino, la secretaría de Cultura de la provincia de Salta impulsa la realización de diferentes actividades; en conmemoración del natalicio del poeta y compositor Ariel Petrocelli y por ley provincial número 7683, se instituyó al 11 de agosto como el día provincial de la copla.

## Boliche Balderrama

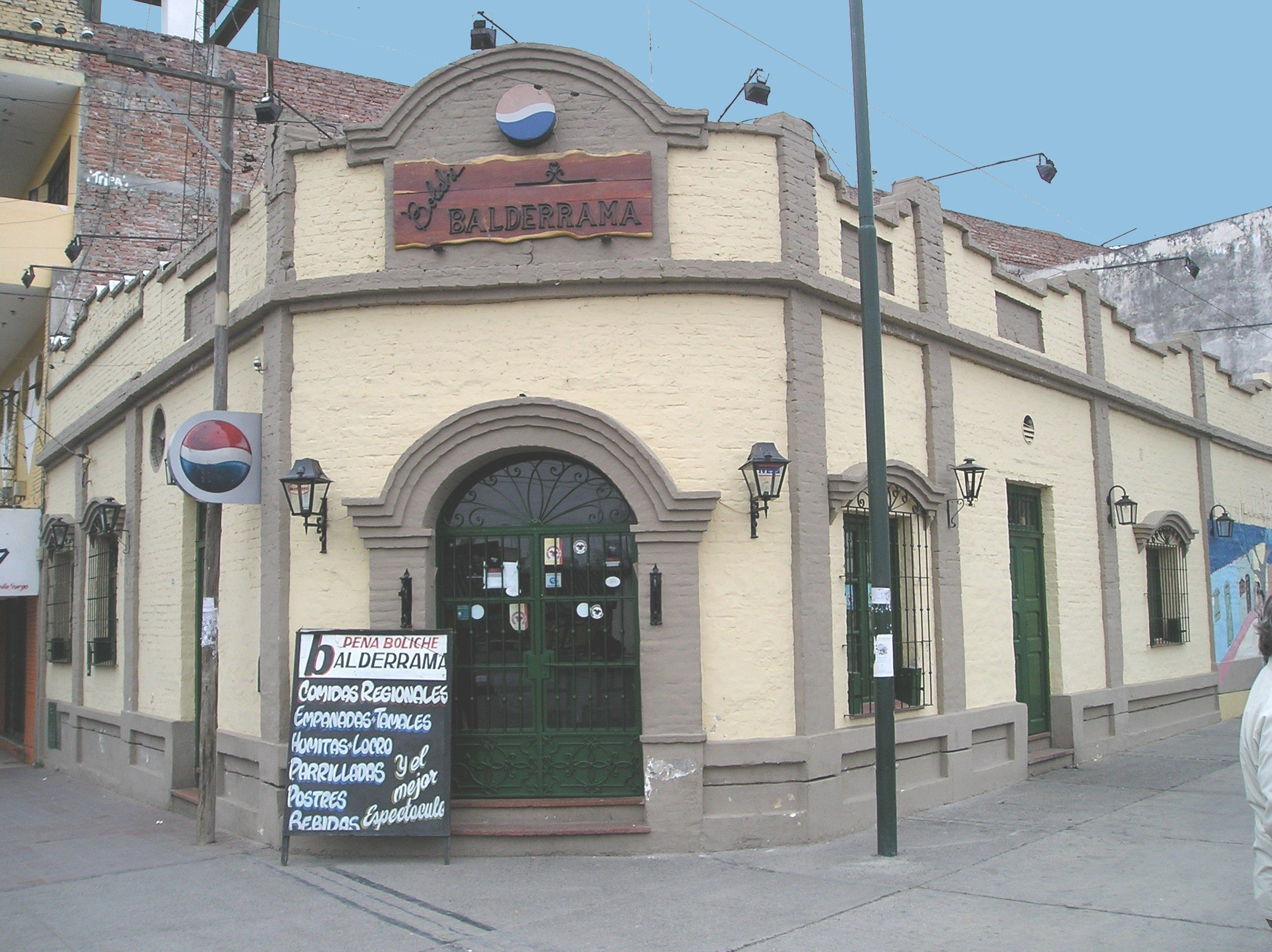
Boliche Balderrama en la ciudad de Salta.

Situado en calles San Martín esq. Esteco, más precisamente en la calle San Martín 1126 de la ciudad de Salta se encuentra el Boliche Balderrama.
Se inició a mediados del siglo pasado con Antonio Balderrama y Remigia Zurita como un almacén de Ramos Generales, cercano al mercado municipal San Miguel (en calles San Martín esq. Ituzaingó) donde se vendían también bebidas típicas de la región: aloja de maíz, de algarroba, chicha y productos regionales del norte como las hojas de coca.
Es en el año 1954 que sus hijos Daría, Celestino y Juan Balderrama, deciden independizarse con la "Picantería Balderrama" en el mismo lugar que se encuentra hoy en día, a “orillitas del canal”, parada obligada de cocheros que partían desde el lugar transportando pasajeros. En un principio fue un simple bodegón, con pisos de ladrillo y techos de zinc; con el tiempo el local se convirtió en uno de los preferidos por los artistas salteños entre los que se destacan Juan Carlos Dávalos, Eduardo Falú y Cesar Perdiguero. Posteriormente la concurrencia se fue acrecentando con la presencia de otras personalidades; así llegaron Jaime Dávalos, Gustavo "Cuchi" Leguizamón, Villegas, Sato, Manuel J. Castilla, Hugo Aparicio, Diaza Bavio, entre otros.
Primero fueron los obligados cocheros con sus largas noches, en la espera de un pasajero, quienes sin darse cuenta convocaron a los bohemios trasnochadores que, para matar las horas de insomnio, adoptaron el lugar como el rincón obligado para aguardar al nuevo día, cosechando sin proponérselos amigos circunstanciales que casi siempre allí se encontrarían.
Así se mezclaron cocheros, lustrabotas, médicos, empleados, changarines, abogados, comerciantes, empresarios, poetas, guitarreros y cantores espontáneos, inmiscuidos entre los que no tenían destino, cada uno viviendo “su noche de bohemia”, confundidos dueños y parroquianos en el convite de copas sin precios, que se invitaban para no ver partir al amigo narrador de anécdotas cautivantes y sin fin, historias increíbles y confesiones intimas, o al guitarrero de amplio repertorio, junto a voces talentosas, que no les hacía falta el acompañamiento musical para dejar florecer al dormido artista que tenían adentro, junto a poetas populares, que sin querer encontraban allí sus inspiraciones hasta el grito de don Balderrama a los trasnochados “muchachos váyanse es hora de abrir”.
Más adelante, uno de los que frecuentaban el local, en una servilleta, escribe unos versos dedicados al lugar y a sus dueños como agradecimiento a las atenciones recibidas; estos versos durmieron en un cuadro hasta que un talentoso músico le regaló su melodía.

A orillitas del canal,
cuando llega la mañana,
sale cantando la noche
 desde lo de Balderrama.
Zamba "Balderrama", Letra: Manuel J. Castilla. Música: Gustavo "Cuchi" Leguizamón.

Denominada simplemente “Balderrama”, el boliche fue inmortalizado en una zamba cuyos autores de letra y música respectivamente son Manuel J. Castilla y Gustavo "Cuchi" Leguizamón.
Posteriormente, cantada por Mercedes Sosa, la zamba se hizo internacionalmente conocida; traducida a cinco idiomas hoy es interpretada por muchos folcloristas argentinos y latinoamericanos. 
La casona logró así gran popularidad convirtiéndose poco a poco en lo que hoy conocemos como una “peña de Salta”. En su 50 aniversario la peña más destacada de Salta fue declarada en octubre sitio de “Interés turístico” por el Ministerio de Turismo, Cultura y Deporte de la Nación Argentina. Esta mención de honor del Estado Nacional se sumó a la resolución del 29 de agosto del Concejo Deliberante de la ciudad de Salta, quien declaró al boliche fundando en 1954 de ``Interés arquitectónico, histórico y cultural”.
Finalmente, 300 m del canal de calle Esteco contiguo al Boliche Balderrama fueron cubiertos por la municipalidad de la ciudad de Salta dando origen al Paseo de los poetas.

## Peñas de Salta

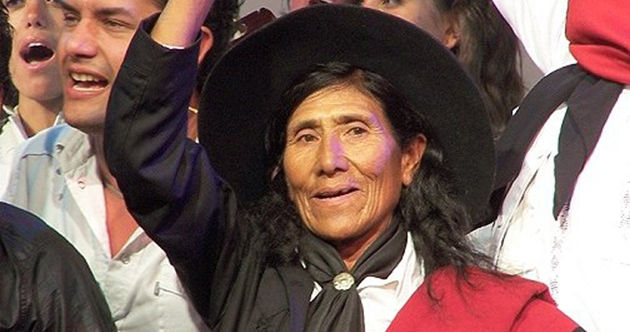
Eulogia Tapia de la localidad de La Poma, inmortalizada en la zamba “La Pomeña” de Manuel J. Castilla con música del Cuchi Leguizamón. Posteriormente Roberto Fontanarrosa la incluiría como un personaje en su historieta “Inodoro Pereyra”.

“Cuna de grandes artistas” o “cuna del folclore del norte argentino” Salta es considerada como una de las provincias más ricas en el espacio folclórico argentino, ostentando un nutrido número de artistas reconocidos a nivel nacional e internacional.
Dentro del Valle de Lerma y en diferentes épocas, fueron formándose lugares y puntos de encuentro donde se originaron y aún se originan nuevos ritmos, con personas que influyeron y realizaron grandes aportes al folclore argentino.
Así como en el valle durante la época del carnaval se formaron y aún se forman las “carpas de Salta”, fue en la ciudad de Salta que con el tiempo en bodegones y/o chicherías se conformaron diferentes sitios donde bohemios, cantores y poetas se juntaban hasta altas horas de la madrugada. Es así que fueron conformando lo que actualmente conocemos como las “Peñas de Salta”, esos lugares de encuentro donde nacieron zambas, chacareras, entuertos, amoríos y poemas.
Es así que en la década de los 50, impulsando luego en la argentina el «boom del folclore», surgen en Salta artistas de gran talento, compositores, creadores e intérpretes notorios como: Los Chalchaleros, César Isella con Los Fronterizos, el compositor y pianista Gustavo "Cuchi" Leguizamón (1917-2000), Tomás Tutú Campos, Los de Salta, el cantautor Eduardo Falú, Payo Solá, Los Cantores del Alba, el escritor Manuel J. Castilla (1918-1980), Hermanos Núñez, el cantautor Daniel Toro, Ariel Petrocelli, compositor y bandoneonista Dino Saluzzi, el cantautor Chango Nieto, Hernán Figueroa Reyes, Las Voces de Orán, Dúo Salteño y Melania Pérez entre otros.
Más adelante, en la década del sesenta el <<boom del folclore>> se amplificaría con el lanzamiento de grandes festivales de música folclórica como el Festival de Cosquín en 1961 y el Festival de Jesús María en 1966. Posteriormente el folclore y sus artistas serían acallados durante la dictadura militar argentina desde 1976 hasta 1982.
La recuperación de la democracia en 1983 permite nuevamente la difusión de una nueva generación de folcloristas, con tendencias actuales y más recientes como Los Nocheros, Chaqueño Palavecino, Los Huayra, Canto 4, Mariana Carrizo, Mariana Cayón, entre otros.
Fue justamente en estos lugares de encuentro donde cantautores dieron sus primeros pasos y son, cada uno de estos grupos o pequeños artistas, que a su manera aportaron un granito de arena en el repertorio musical. 
Muchos artistas se forjaron en Salta y es que muchos de los nacidos en el norte argentino, en mayor o menor medida, crecieron escuchando a grandes poetas y músicos, y aún hoy pueden verse a jóvenes iniciándose en el folclore.
Con zambas, chacareras, gatos, malambo, etc. las peñas son el principal atractivo de la vida nocturna de Salta, las que presentan variados espectáculos en vivo, comidas criollas y cenas show, donde puede disfrutarse de la música folclórica, apreciar danzas variadas y degustar los sabores de las comidas típicas en compañía de destacados vinos regionales.
No falta la carne argentina y una pequeña muestra de tango para el público internacional; la ciudad de Salta, a pesar de que el tango no tiene nada que ver con la provincia desde el año 2010, es subsede oficial del Mundial de Tango que se realiza anualmente en la Argentina, siendo su sede principal la ciudad de Buenos Aires.
Con vestimentas campestres, noches de improvisación y largas guitarreadas hasta altas horas de la madrugada, cantautores y artistas locales ofrecen su música entre los comenzales donde se invita al baile y canto. Existe gran variedad de peñas, algunas modernas con escenarios y luces y otras más tradicionales o espontáneas, aunque todas guardan las raíces de la tradición.
Algo más alejadas del centro de la ciudad de Salta y en circuitos alternativos, existen peñas más tradicionales entre las que se encuentran La Casona del Molino (Luis Burela 1) casona construida en 1671 que funciona como peña desde 1995, el Boliche Balderrama (San Martín 1126) y la Peña gauchos de Güemes (Avda. Uruguay 750) sede de la Agrupación Tradicionalista Gauchos de Güemes; este edificio es una réplica de la Posta de Yatasto conocida por las históricas reuniones que en ella tuvieron lugar durante la guerra de la Independencia Argentina y donde se juntaron en 1813 los generales Belgrano, Güemes y San Martín.
Durante el día las peñas ofrecen también actividades especiales como clases de baile donde aprender pasos básicos y tal vez por la noche animarse a bailar en alguna peña, aunque algún paisano local se encuentra siempre dispuesto a enseñar estas danzas.
Hoy, las peñas de salta reciben la visita de gran variedad de voces de diferentes lugares y a esos talentosos salteños que regresan a sus orígenes.
Con música en vivo y bailes folcklóricos, las peñas son el punto obligado para quienes desean conocer de la danza, la música y disfrutar del vino y la gastronomía de Salta.

## Calle “La Balcarce”
Localizada en la ciudad de Salta, la calle Balcarce o más conocida como “La Balcarce” posee una extensión de diez cuadras (1000 m). Se inicia a cien metros de la plaza principal (plaza 9 de Julio), más precisamente en la intersección de peatonales Caseros y La Florida (Balcarce n.º 1) en el microcentro de la ciudad; finaliza en la estación de trenes sobre calle Ameghino, donde parte el Tren a las Nubes.
En su trayectoria podemos encontrar la central de policía de la provincia, dos plazas (plaza Belgrano y plaza Güemes), el palacio legislativo (sede del poder legislativo de la provincia de Salta), 2 hoteles cinco estrellas, entre otros.
Actualmente, es en la calle Balcarce más cercano a la estación de trenes donde se concentran la mayor cantidad de peñas, convirtiéndose en el primer polo gastronómico de la ciudad a las que fueron adicionándose restaurantes, parrillas, bares, pubs y gran variedad de negocios gastronómicos y de entretenimiento nocturno, donde suenan las guitarras y los bombos no faltan.
Centro de la vida nocturna salteña, es donde puede degustarse de la gastronomía local con su muy conocida empanada salteña, vinos regionales, dulce de cayote, quesillos con miel de caña, dulce de cuaresmillo, picadas con porotos, salame de llama, quesos de cabra, etc.
Restaurantes ofrecen también gran variedad de platos, no sólo acotándose a la gastronomía salteña sino también a la nacional e internacional.
Es sobre esta misma calle, donde días sábados, domingos y feriados funciona la “Feria artesanal de calle Balcarce” que se extiende por 300 m, también cercana a la estación de trenes (Balcarce entre el 700 al 900), donde puede encontrarse gran variedad de artesanía salteña entre lo que se destacan la alfarería, tejidos, cerámica, cestería, productos de cuero, madera y platería, entre otros.

## Artistas salteños reconocidos
- Ariel Petrocelli
- Canto 4
- Carlos Abán
- César Isella
- César Perdiguero
- Chacho Echenique
- Chango Nieto
- Chaqueño Palavecino
- Guitarreros
- Gustavo "Cuchi" Leguizamón
- Daniel Tinte
- Daniel Toro
- Dino Saluzzi
- Dúo Salteño
- Eduardo Falú
- Hermanos Núñez
- Hernán Figueroa Reyes
- Horacio Aguirre
- Jaime Dávalos
- Juan José Solá
- Las Voces de Orán
- Los Cantores del Alba
- Los Chalchaleros
- Los de Salta
- Los Fronterizos
- Los Huayra
- Los Nocheros
- Los Sauzales
- Manuel J. Castilla
- Mariana Carrizo
- Mariana Cayón
- Payo Solá
- Pitín Salazar
- Tomás Tutú Campos